# Liste der Nummer-eins-Hits in Griechenland (2001)
Diese Liste basiert auf den offiziellen Top 50 Greek & Foreign Albums (Top 50 Ελληνικών και Ξένων Άλμπουμ) und den offiziellen Top 50 Singles der IFPI Griechenland. Für die Wochen 31 bis 33 wurden keine Charts ermittelt.

## Alben
| | Liste der Nummer-eins-Hits in Griechenland | Liste der Nummer-eins-Hits in Griechenland | Liste der Nummer-eins-Hits in Griechenland | 2002 →                    |
| \| Zeitraum \| Wo. ges. \| Interpret \| Titel \| Zusätzliche Informationen \| \| (Zeitraum, Wochen auf Platz eins, Interpret, Titel, zusätzliche Informationen) \| \| \| \| \| \| ------------------------------------------------------------------------------ \| -------- \| ------------------------------------------ \| ------------------------------------------ \| ------------------------- \| \| 16. Woche 1 Woche \| 1 \| Πασχάλης Τερζής / Paschalis Terzis \| Θέλω να πω / Thelo na po[1] \| − \| \| 19. Woche 1 Woche \| 1 \| Άννα Βίσση / Anna Vissi \| Κραυγή / Kravgi[2] \| − \| \| 20. Woche 1 Woche \| 1 \| Depeche Mode \| Exciter[1] \| − \| \| 29. Woche 1 Woche \| 1 \| Αντώνης Ρέμος / Antonis Remos \| Μια νύχτα μόνο / Mia nuxta mono[1] \| − \| \| 46. Woche 1 Woche \| 1 \| Γιάννης Πλούταρχος / Giannis Ploutarhos \| Μικρές φωτογραφίες / Mikres fotografies[1] \| − \| \| 50. Woche 1 Woche \| 1 \| Παντελής Θαλασσινός / Pandelis Thalassinos \| Ο Άγιος Έρωτας / O Ajios Erotas[1] \| − \| |                                            |                                            |                                            |                           |
| |                                            |                                            |                                            | → 2002 →                  |
| Zeitraum | Wo. ges.                                   | Interpret                                  | Titel                                      | Zusätzliche Informationen |
| (Zeitraum, Wochen auf Platz eins, Interpret, Titel, zusätzliche Informationen) |                                            |                                            |                                            |                           |
| 16. Woche 1 Woche | 1                                          | Πασχάλης Τερζής / Paschalis Terzis         | Θέλω να πω / Thelo na po                   | −                         |
| 19. Woche 1 Woche | 1                                          | Άννα Βίσση / Anna Vissi                    | Κραυγή / Kravgi                            | −                         |
| 20. Woche 1 Woche | 1                                          | Depeche Mode                               | Exciter                                    | −                         |
| 29. Woche 1 Woche | 1                                          | Αντώνης Ρέμος / Antonis Remos              | Μια νύχτα μόνο / Mia nuxta mono            | −                         |
| 46. Woche 1 Woche | 1                                          | Γιάννης Πλούταρχος / Giannis Ploutarhos    | Μικρές φωτογραφίες / Mikres fotografies    | −                         |
| 50. Woche 1 Woche | 1                                          | Παντελής Θαλασσινός / Pandelis Thalassinos | Ο Άγιος Έρωτας / O Ajios Erotas            | −                         |

## Singles
| | Liste der Nummer-eins-Hits in Griechenland | Liste der Nummer-eins-Hits in Griechenland              | Liste der Nummer-eins-Hits in Griechenland        | 2002 → |
| \| Zeitraum \| Wo. ges. \| Interpret \| Titel Autor(en) \| Zusätzliche Informationen \| \| (Zeitraum, Wochen auf Platz eins, Interpret, Titel, Autor[en], zusätzliche Informationen) \| \| \| \| \| \| ----------------------------------------------------------------------------------------- \| -------- \| ------------------------------------------------------- \| ------------------------------------------------------------------ \| --------------------------------------------------------------------------------------------------------------------------------------------------------------------------- \| \| 24. Woche 1 Woche \| 1 \| Radiohead \| Amnesiac[3] \| – \| \| 25. Woche 1 Woche \| 1 \| Crazy Town \| Butterfly[4] \| – \| \| 26.–28. Woche 3 Wochen \| 3 \| Διονύσης Σχοινάς / Dionysis Schoinas \| Διονύσης Σχοινάς / Dionysis Schoinas[5][6][7] \| Die nach dem Künstler benannte EP mit vier Titeln platzierte sich aufgrund der Spieldauer in den Singlecharts. \| \| 29. Woche 1 Woche \| 1 \| Christina Aguilera, Lil’ Kim, Mýa, Pink & Missy Elliott \| Lady Marmalade[8][9] Bob Crewe, Kenny Nolan \| – \| \| 30. Woche 1 Woche \| 1 \| D-Devils \| The 6th Gate[10] \| Außer in Griechenland erreichte das Lied vor allem im flämischen Teil ihres Heimatlandes Belgien (Platz drei[11]) und in Dänemark (Platz fünf[12]) hohe Chartplatzierungen. \| \| 34. Woche 1 Woche (insgesamt 2) \| 2 \| Kosheen \| Hide U[13] \| Außer in Griechenland war das Lied nur noch in den rumänischen Airplaycharts auf Platz eins, konnte allerdings in viele weitere Charts weltweit einsteigen. \| \| 35.–37. Woche 3 Wochen \| 3 \| Manu Chao \| Me gustas tú[14][15][16] \| – \| \| 38. Woche 1 Woche (insgesamt 2) \| 2 \| Kosheen \| Hide U[17] \| – \| \| 39.–43. Woche 5 Wochen \| 5 \| Kylie Minogue \| Can’t Get You Out of My Head[18][19][20][21][22][8] \| – \| \| 44.–45. Woche 2 Wochen (insgesamt 3) \| 3 \| Οι Απέναντι / Oi Apenanti \| Το παρελθόν θυμήθηκα / To parelthon thimithika[23][24] \| – \| \| 46.–50. Woche 5 Wochen \| 5 \| Νότης Σφακιανάκης / Notis Sfakianakis \| Τέλος... δίχως τέλος! / Télos... díchos télos![25][26][27][28][29] \| EP mit fünf Titeln \| \| 51. Woche 1 Woche (insgesamt 3) \| 3 \| Οι Απέναντι / Oi Apenanti \| Το παρελθόν θυμήθηκα / To parelthon thimithika[30][8] \| – \| \| 52. Woche 1 Woche \| 1 \| Αντώνης Ρέμος / Antonis Remos \| Όλος ο κόσμος είσαι εσύ / Olos o kosmos eisai esy[31][8] \| – \| |                                            |                                                         |                                                   | |
| |                                            |                                                         |                                                   | → 2002 → |
| Zeitraum | Wo. ges.                                   | Interpret                                               | Titel Autor(en)                                   | Zusätzliche Informationen |
| (Zeitraum, Wochen auf Platz eins, Interpret, Titel, Autor[en], zusätzliche Informationen) |                                            |                                                         |                                                   | |
| 24. Woche 1 Woche | 1                                          | Radiohead                                               | Amnesiac                                          | – |
| 25. Woche 1 Woche | 1                                          | Crazy Town                                              | Butterfly                                         | – |
| 26.–28. Woche 3 Wochen | 3                                          | Διονύσης Σχοινάς / Dionysis Schoinas                    | Διονύσης Σχοινάς / Dionysis Schoinas              | Die nach dem Künstler benannte EP mit vier Titeln platzierte sich aufgrund der Spieldauer in den Singlecharts.                                                      |
| 29. Woche 1 Woche | 1                                          | Christina Aguilera, Lil’ Kim, Mýa, Pink & Missy Elliott | Lady Marmalade Bob Crewe, Kenny Nolan             | – |
| 30. Woche 1 Woche | 1                                          | D-Devils                                                | The 6th Gate                                      | Außer in Griechenland erreichte das Lied vor allem im flämischen Teil ihres Heimatlandes Belgien (Platz drei) und in Dänemark (Platz fünf) hohe Chartplatzierungen. |
| 34. Woche 1 Woche (insgesamt 2) | 2                                          | Kosheen                                                 | Hide U                                            | Außer in Griechenland war das Lied nur noch in den rumänischen Airplaycharts auf Platz eins, konnte allerdings in viele weitere Charts weltweit einsteigen.         |
| 35.–37. Woche 3 Wochen | 3                                          | Manu Chao                                               | Me gustas tú                                      | – |
| 38. Woche 1 Woche (insgesamt 2) | 2                                          | Kosheen                                                 | Hide U                                            | – |
| 39.–43. Woche 5 Wochen | 5                                          | Kylie Minogue                                           | Can’t Get You Out of My Head                      | – |
| 44.–45. Woche 2 Wochen (insgesamt 3) | 3                                          | Οι Απέναντι / Oi Apenanti                               | Το παρελθόν θυμήθηκα / To parelthon thimithika    | – |
| 46.–50. Woche 5 Wochen | 5                                          | Νότης Σφακιανάκης / Notis Sfakianakis                   | Τέλος... δίχως τέλος! / Télos... díchos télos!    | EP mit fünf Titeln |
| 51. Woche 1 Woche (insgesamt 3) | 3                                          | Οι Απέναντι / Oi Apenanti                               | Το παρελθόν θυμήθηκα / To parelthon thimithika    | – |
| 52. Woche 1 Woche | 1                                          | Αντώνης Ρέμος / Antonis Remos                           | Όλος ο κόσμος είσαι εσύ / Olos o kosmos eisai esy | – |

## Belege
1. 1 2 3 4 5  Top 50 Greek & Foreign Albums, Woche 07/2002 (Memento vom 28. Februar 2002 im Internet Archive)
2. ↑  Top 50 Greek & Foreign Albums, Woche 28/2002 (Memento vom 8. August 2002 im Internet Archive)
3. ↑  Top 20 Singles, Woche 24/2001
4. ↑  Top 20 Singles, Woche 25/2001
5. ↑  Top 20 Singles, Woche 26/2001
6. ↑  Top 20 Singles, Woche 27/2001
7. ↑  Top 20 Singles, Woche 28/2001
8. 1 2 3 4  Top 50 Singles, Woche 05/2002 (Memento vom 22. Februar 2002 im Internet Archive)
9. ↑  Top 20 Singles, Woche 29/2001
10. ↑  Top 20 Singles, Woche 30/2001
11. ↑  D-Devils in den flämischen Charts
12. ↑  D-Devils in den dänischen Charts
13. ↑  Top 20 Singles, Woche 34/2001
14. ↑  Top 20 Singles, Woche 35/2001
15. ↑  Top 20 Singles, Woche 36/2001
16. ↑  Top 20 Singles, Woche 37/2001
17. ↑  Top 20 Singles, Woche 38/2001
18. ↑  Top 20 Singles, Woche 39/2001
19. ↑  Top 20 Singles, Woche 40/2001
20. ↑  Top 20 Singles, Woche 41/2001
21. ↑  Top 20 Singles, Woche 42/2001
22. ↑  Top 20 Singles, Woche 43/2001
23. ↑  Top 20 Singles, Woche 44/2001
24. ↑  Top 20 Singles, Woche 45/2001
25. ↑  Top 20 Singles, Woche 46/2001
26. ↑  Top 20 Singles, Woche 47/2001
27. ↑  Top 20 Singles, Woche 48/2001
28. ↑  Top 20 Singles, Woche 49/2001
29. ↑  Top 20 Singles, Woche 50/2001
30. ↑  Top 20 Singles, Woche 51/2001
31. ↑  Top 20 Singles, Woche 52/2001

Siehe auch: Nummer-eins-Hits 2001 in  Australien, Belgien, Dänemark, Deutschland, Finnland, Frankreich, Irland, Italien, Japan, Kanada, Neuseeland, den Niederlanden, Norwegen, Österreich, Polen, Portugal, Rumänien, Schweden, der Schweiz, Singapur, Spanien, Ungarn, den Vereinigten Staaten und im Vereinigten Königreich.